# Johanna Gollnhofer
Johanna Franziska Gollnhofer (* 7. Juni 1987 in München) ist eine deutsche Wirtschaftswissenschaftlerin und Hochschullehrerin für Marketing der Universität St. Gallen.

## Leben
Johanna Gollnhofer studierte Kulturwissenschaften (2010; Bachelor) und Betriebswirtschaft (2012; Master) an der Universität Passau. Während dieser Zeit förderte der DAAD ihre Auslandsaufenthalte in Russland und Kanada. Von 2013 bis 2015 war Gollnhofer wissenschaftliche Assistentin am Institute for Customer Insight an der Universität St. Gallen. 2015 wurde sie an der Universität St. Gallen mit der Auszeichnung „summa cum laude“ für die Dissertation „Diving into Consumerism - Exploring Tensions in Alternative Markets“ bei John Schouten promoviert. Es folgte ein Forschungsaufenthalt an der Aalto University School of Business in Finnland. Seit Juli 2016 war sie Assistenzprofessorin für Marketing an der Syddansk Universitet in Dänemark.
Im Februar 2019 erhielt Johanna Gollnhofer einen Ruf als assoziierte Universitätsprofessorin für das Fachgebiet Marketing an die Universität St. Gallen.
Von Februar 2021 bis Februar 2025 übernahm Johanna Gollnhofer die akademische Leitung des Studiengangs "Master of Marketing Management" an der Universität St. Gallen. Seit 2021 ist sie ebenfalls Direktorin des Instituts für Marketing und Customer Insight (IMC) an der Universität St. Gallen. Zusätzlich übernimmt sie seit September 2022 die Funktion des President's Delegate (Delegierte des Rektors) für Qualitätsentwicklung, eine Rolle, die sich mit der Sicherung und Förderung der Qualität der Lehre an der Universität St. Gallen befasst. Zudem ist Gollnhofer seit Februar 2025 auch President's Delegate für Community Management.
Johanna Gollnhofer ist Mitglied der American Marketing Association, die Association for Consumer Research sowie Vorstandsmitglied der Swiss Academy of Marketing Science.

## Wirken
Am Institut für Customer Insight der Universität St. Gallen (FCI-HSG) forscht sie zu Themen im Fachbereich Konsumentenverhalten, an der Schnittstelle zwischen Theorie und Praxis. Hierfür wählt sich qualitative Ansätze, wie beispielsweise Tiefeninterviews oder die ethnographische Herangehensweise.
Gollnhofer setzt sich auseinander mit qualitativen Ansätze um Kunden, Trends und Märkte zu verstehen. Dazu diskutiert sie ihre Forschungsergebnisse vor Managern und der interessierten Öffentlichkeit, zum Beispiel in der Rolle als Speaker oder Interviews zu ihren Schwerpunktthemen wie Lebensmittelverschwendung und Nachhaltigkeit, Voice Interfaces und Voice Branding und Minimalism & Decluttering.
Ihre Forschungsergebnisse sind in wichtigen Fachzeitschriften, wie unter anderem dem Journal of Consumer Research, Journal of Public Policy & Marketing, Organization Studies, International Journal of Research in Marketing und dem Journal of Business Research publiziert. Zudem stellt sie die Ergebnisse ihrer Forschung regelmäßig auf relevanten Fachtagungen und Konferenzen vor. Ihre Forschung wurde mehrfach mit Exzellenzprämien der Universität St. Gallen und der Syddansk Universitet ausgezeichnet.
Gollnhofer macht die Ergebnisse ihrer Forschung auch einem breiteren Publikum zugänglich, indem sie sie in Form von Key Notes auf Branchentreffen praktisch relevant präsentiert. Ebenfalls publiziert sie regelmässig praxisrelevante Forschungsergebnisse zum Thema Nachhaltigkeit in ihrem LinkedIn Newsletter "Green Marketing".
Mit ihrer praxisnahen Forschung wird Johanna Gollnhofer ebenfalls regelmässig von verschiedenen Medien als Expertin angefragt und interviewt. So hat sie beispielsweise für SRF Schweizer Radio und Fernsehen zu verschiedenen Themen Interviews gegeben, aber auch für die FAZ, die NZZ sowie viele andere. Ausserdem schreibt Gollnhofer regelmässig eine Kolumne für die M&K.
2014 startete sie den Youtube-Kanal RISE – Research in Shot Elements auf dem sie methodisches Wissen zu qualitativer Forschung und Ethnographie kurz vorstellt.
2017 absolvierte sie eine didaktische Ausbildung und war 2018 nominiert für den „Digital Teaching Prize“ an der Syddansk Universitet.

## Publikationen (Auswahl)

### Journal-Artikel (Auswahl)
- zusammen mit Hofstetter, R. (2024): The Creator's Dilemma: Resolving Tensions between Authenticity and Monetization in Social Media, in: International Journal of Research in Marketing.
- zusammen mit Bhatnagar, K. & Manke, B. (2024): The Discomfort of Things! Tidying-up and Decluttering in Consumers' Homes, in: Journal of Consumer Research.
- zusammen mit Kauz, J. (2025): The Power of the Unspoken: How Brands Implicitly Reference Specific Brands in Indirect Comparative Advertising, in: Journal of Product and Brand Management.
- zusammen mit Fuchs, M. Fuchs, C. Omlin, S. Naef, T. Steiner & E. Schumpf (2022): Cognitive Biases as Boosters: Using Cognitive Biases to Improve Communication Recall for Emmi Jogurtpur, in: Marketing Review St.Gallen.
- zusammen mit K. Bhatnagar (2021): Investigating Category Dynamics: An Archival Study Of The German Food Market, in: Organization Studies.
- zusammen mit J.H. Bucher & M. Fuchs (2021): Schweizer Konsumentenverhalten und Markenkommunikation in der COVID-19 Pandemie, in: Marketing Review St.Gallen.
- zusammen mit H. Weijo & J. W. Schouten (2019): Consumer Movements and Value Regimes: Fighting Food Waste in Germany by Building Alternative Object Pathways, in: Journal of Consumer Research.
- zusammen mit L. Ottlewski (2019): Private and Public Sector Platforms – Characteristics and Differences, in: Marketing Review St.Gallen.
- zusammen mit A.S. Gallan, J.R. McColl-Kennedy, T. Barakshina, B. Figueiredo,J. Go Jefferies, S. Hibbert, N. Luca, S. Roy, J. Spanjol & H. Winklhofer (2019): Transforming Community Well-Being Through Patients’ Lived Experiences, in: Journal of Business Research.

- zusammen mit H. Weijo & J. W. Schouten (2019): Consumer Movements and Value Regimes: Fighting Food Waste in Germany by Building Alternative Object Pathways, in: Journal of Consumer Research.
- zusammen mit A. Kuruoglu (2018): Grassroots Responzibilization and Makeshift Markets, in: Consumption, Markets and Culture, S. 301–322.
- Gollnhofer, J. F. (2017): The Legitimation of a Sustainable Practice through Dialectical Adaptation in the Marketplace, in: Journal of Public Policy & Marketing, 36(1), S. 156–168.
- Gollnhofer, J. F. (2017): Normalizing Alternative Practices: The Recovery, Distribution and Consumption of Food Waste, in: Journal of Marketing Management, 33(7), S. 624–643.
- zusammen mit J. W. Schouten (2017): Complementing the Dominant Social Paradigm with Sustainability, in: Journal of Macromarketing, 37(2), S. 143–152.
- zusammen mit Otnes C., Mirabito A. et al. (2016): The Stigma Turbine: A Theoretical Framework for Conceptualizing and Contextualizing Marketplace Stigma, in: Journal of Public Policy & Marketing, 35(2), S. 170–184.
- zusammen mit K. Hellwig & F. Morhart (2016): Fair is Good but What is Fair? Negotiations of Distributive Justice in an Emerging Non-Monetary Sharing Model, in: Journal of the Association for Consumer Research, 1(2), S. 226–241.

- zusammen mit E. Turkina (2015): Cultural Distance and Entry Modes – Implications for Global Strategy, in: Cross Cultural Management: An International Journal, 22(5), S. 21–41.

### Buchkapitel (Auswahl)
- zusammen mit Boller, D. (2020): Cases of Food Waste Reduction in the Retail Market, in: Food Waste Management: Solving the Wicked Problem (edited by Närvänen et al.), Palgrave Macmillan: Basingstoke.
- zusammen mit Ottlewski, L., & J. W. Schouten (2019): Humanizing Market Relationships: The DIY Extended Family, in: Research in Consumer Behavior (Band 21) (edited by Dannie Kjellgaard and Domen Badje), Emerald: Bingley.
- zusammen mit Boller, D. (2018): Spices of the Future: Forecasting the Future of Food Retailing and Distribution With Patent Analysis Techniques, in: Consumer Science and Strategic Marketing: Case Studies in Food Retailing and Distribution (edited by John Byrom and Dominic Medway), Elsevier: San Diego.
- Gollnhofer, J. F. (2016): Creating a Hyper-Place: How Refugee Helpers Create a Place for Their Values, in: Research in Consumer Behavior (Band 19) (edited by Rinallo, Ozcaglar-Tourlouse, Belk), Emerald: Bingley.
- Gollnhofer, J. F. (2015): Diving into consumerism – Exploring Tensions in Alternative Markets, Difo: Bamberg. (doctoral thesis)

### Bücher
- zusammen mit Jan Pechmann: Das 60%-Potenzial. Mit Marketing die breite Masse für grünen Konsum begeistern. campus, Frankfurt/Main 2024 (getabstract.com).
- zusammen mit Hofstetter, R. & T. Tomczak (Hrsg.) (2024): Elgar Encyclopedia of Consumer Behavior, Edward Elgar: Cheltenham.
- zusammen mit Tomczak, T. & S. Reinecke (8. Auflage 2023): Marketingplanung, Springer Gabler: Wiesbaden.